# كيفن كوين (ممثل)
كيفن كوين (مواليد 21 مايو 1997 ) هو ممثل أمريكي، عرف لدوره في مسلسل ملؤه الهراء.

## روابط خارجية
- كيفن كوين (ممثل) على موقع IMDb (الإنجليزية)
- كيفن كوين (ممثل) على موقع روتن توميتوز (الإنجليزية)
- كيفن كوين (ممثل) على موقع ميوزك برينز (الإنجليزية)
- كيفن كوين (ممثل) على موقع قاعدة بيانات الفيلم (الإنجليزية)